# Gav Mīrī
Gav Mīrī (persiska: گاوميری, Gāvmīrī, گو ميری, باغ کنار) är en ort i Iran.   Den ligger i provinsen Hormozgan, i den södra delen av landet, 1 000 km söder om huvudstaden Teheran. Gav Mīrī ligger 29 meter över havet och antalet invånare är 639.
Terrängen runt Gav Mīrī är platt åt nordost, men åt sydväst är den kuperad.Runt Gav Mīrī är det glesbefolkat, med 11 invånare per kvadratkilometer. Det finns inga andra samhällen i närheten. Trakten runt Gav Mīrī är ofruktbar med lite eller ingen växtlighet.